# برج دیدبانی ایوبی (امان)

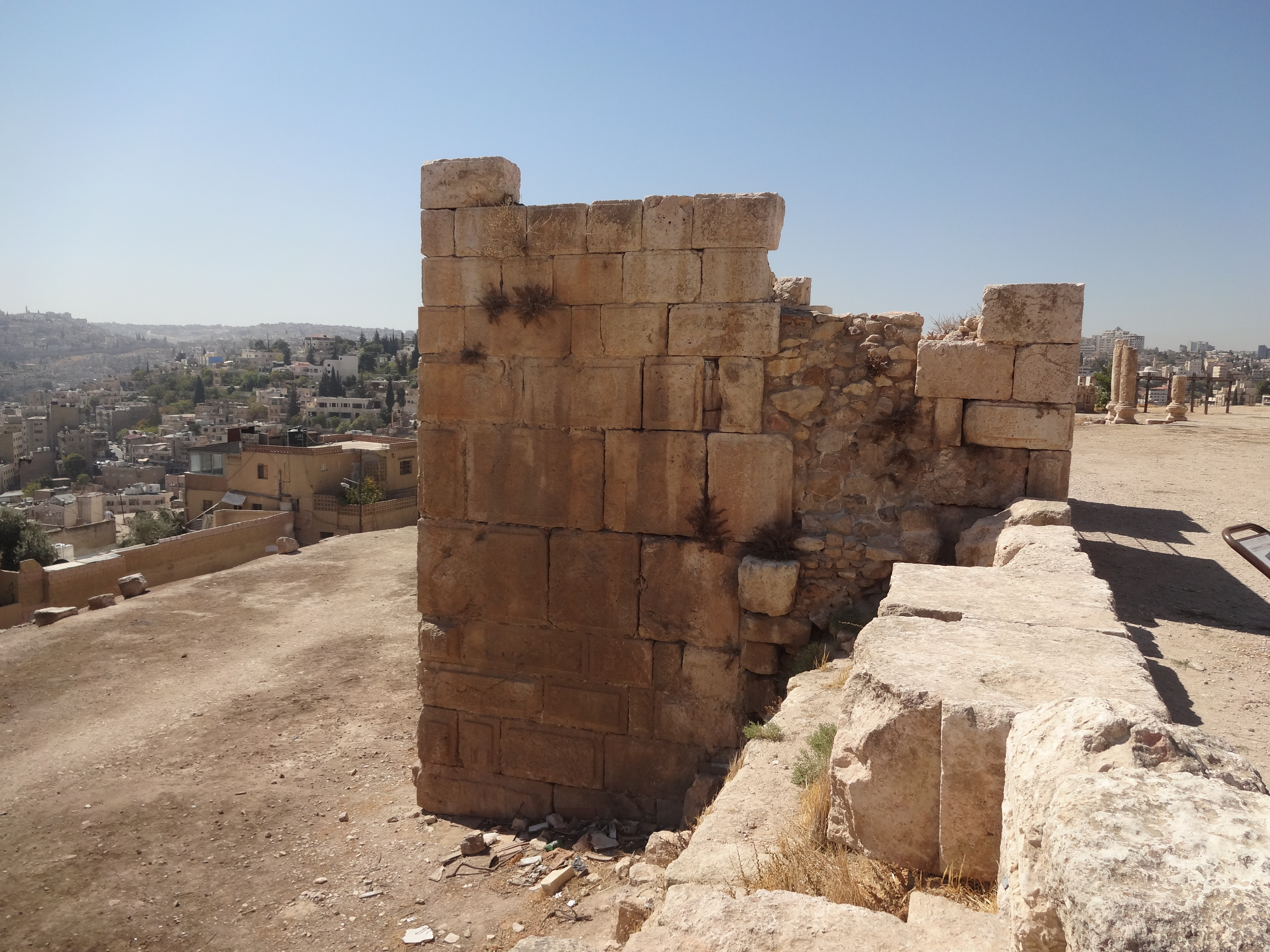
بقایای برج دیدبانی ایوبی در ارگ امان

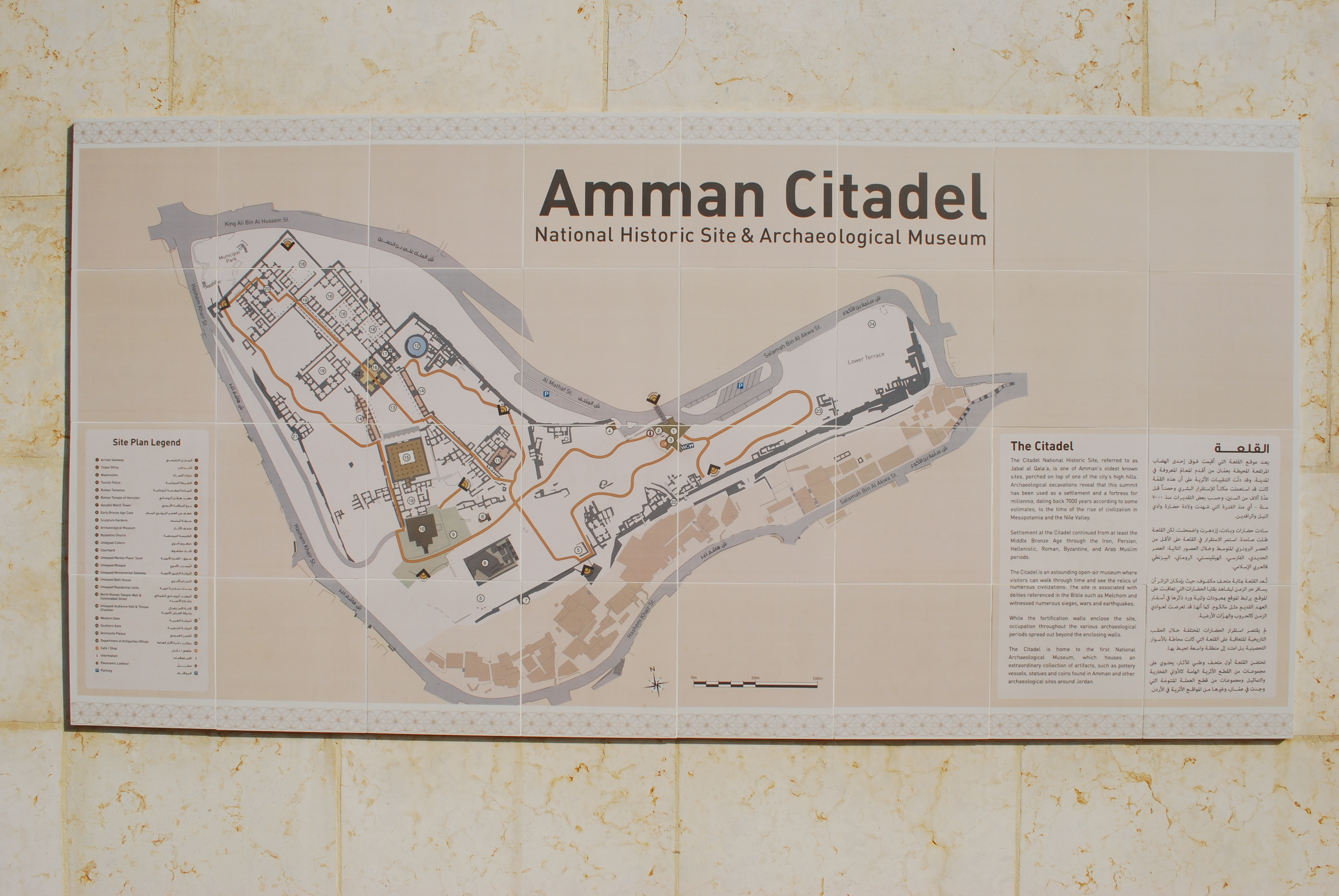
نقشه طراحی سایت ارگ امان، برج دیدبانی ایوبی (شماره ۷) را نشان می‌دهد.

برج دیدبانی ایوبی یک برج سنگی مربوط به دوره ایوبیان است. این برج در دیوار جنوبی ارگ امان در مرکز پایتخت اردن واقع شده‌است. این برج همچنین حاوی آثاری از تمدن‌های دیگر می‌باشد که هزاران سال در این شهر دارای موفقیت‌هایی بوده‌اند. این بنا در قرن سیزدهم میلادی و به‌طور مشخص در سال ۱۲۲۰ میلادی در منطقه ای مجاور معبد هرکول ساخته شده‌است.

## طراحی
ایوبیان که در معماری نظامی تبحر داشتند، این برج را برای دیدبانی ساخته‌بودند، زیرا مشرف به مرکز امان است. برج از یک اتاق کوچک به طول ۹٫۴۵ متر و عرض ۷٫۵۵ متر تشکیل شده‌است. در سه دیواره آن روزنه‌هایی برای شلیک وجود دارد. دیوار چهارم شامل پله‌های منتهی به سقف است. بلوک‌های ستون‌های استوانه‌ای در نمای خارجی جنوبی، که قبلاً بخشی از معبد رومی هرکول بود، استفاده شده‌است.
قابل ذکر است که وزارت گردشگری و آثار باستانی اردن این ساختمان را در اوایل دهه ۱۹۹۰ مرمت کرد و آن را از وضعیت اولیه مربوط به قرن گذشته به شکل امروزی تبدیل کرد.

## آلبوم عکس

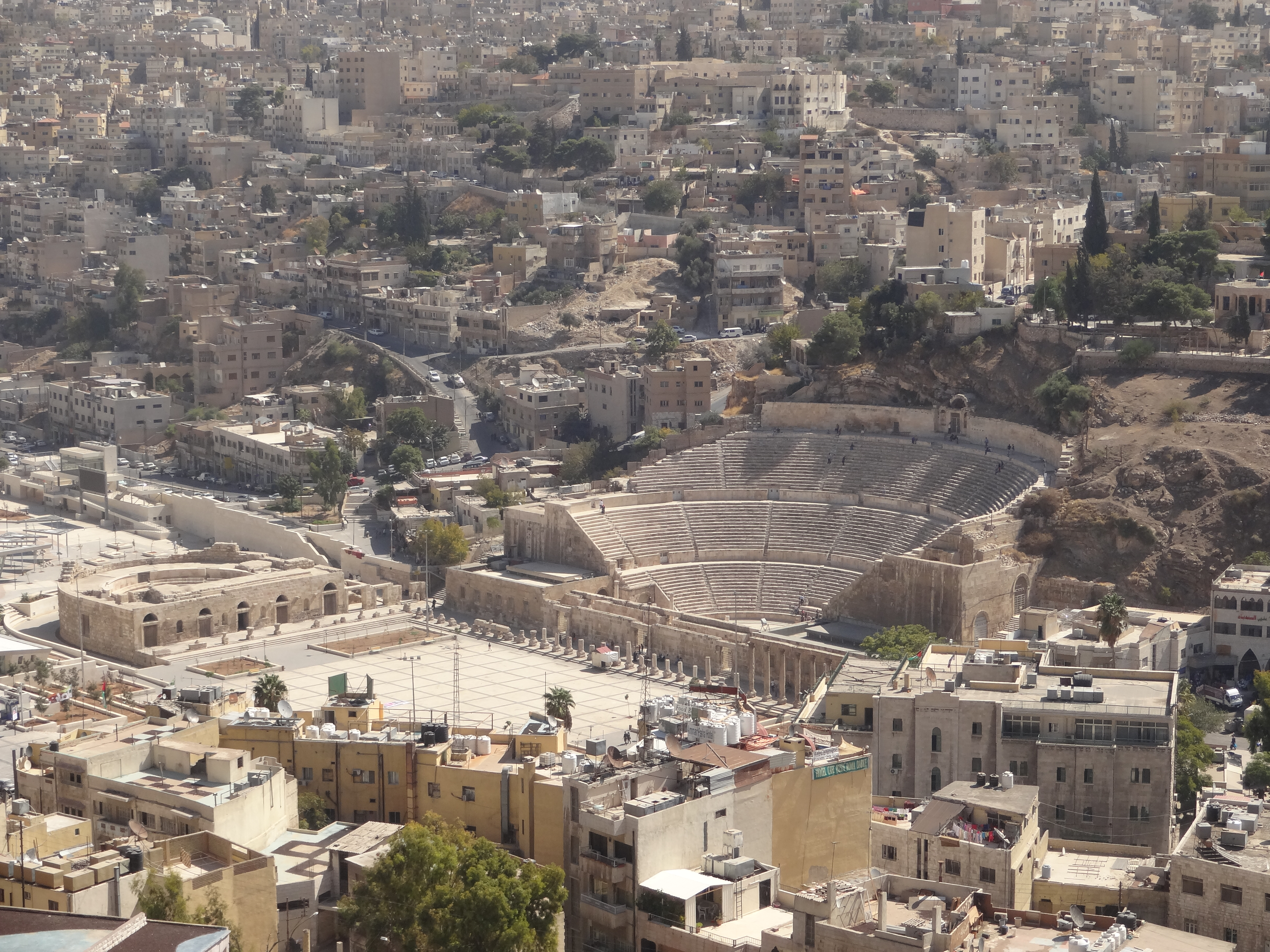
نمایی از برج دیدبانی به سمت مرکز امان، آمفی تئاتر روم نیز در نگاره دیده می‌شود.
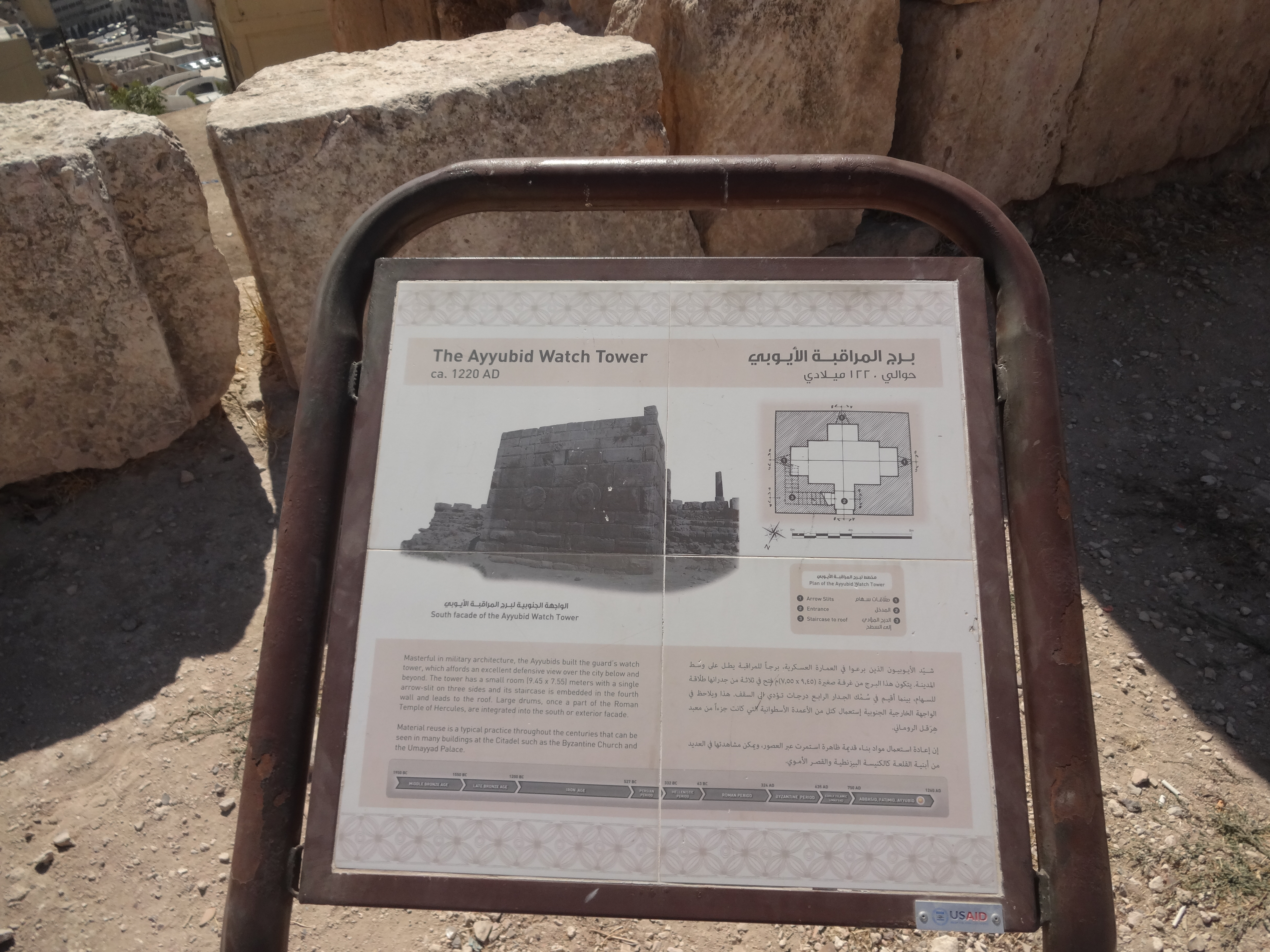
نمودار برج